# Mercat captiu
En economia, s'anomena mercat captiu a aquell en el qual hi ha una sèrie de barreres d'entrada que impedeixen la competència, i converteixen al mercat en un monopoli o oligopoli. És el contrari al lliure mercat. La forma més habitual de crear un mercat captiu és a través d'aranzels, si bé no és l'única. També cal posar altres barreres d'entrada com a especificacions tècniques, requisits que les empreses han de complir per operar en aquest mercat o altres.